# Janne Ryynänen
Janne Pekka Ryynänen (ur. 1 stycznia 1988 r. w Rovaniemi) – fiński narciarz, specjalista kombinacji norweskiej, złoty medalista mistrzostw świata oraz brązowy medalista mistrzostw świata juniorów.

## Kariera
Po raz pierwszy na arenie międzynarodowej pojawił się w lutym 2003 roku, kiedy wystartował na Mistrzostwach Świata Juniorów w Sollefteå. Był tam piętnasty w sprincie i szósty w drużynie, a zawodów metodą Gunderseną nie ukończył. Miesiąc później zadebiutował w Pucharze Świata B, zajmując 21. miejsce w sprincie w Ruce. Rok później, na Mistrzostwach Świata Juniorów w Stryn był czwarty w drużynie, siódmy w sprincie i dziewiętnasty w Gundersenie. Następnie zadebiutował w Pucharze Świata, startując 5 marca 2004 roku w Lahti, gdzie zajął 41. miejsce w sprincie. W sezonie 2004/2005 wystartował jeszcze siedmiokrotnie, ale punktów nie zdobył i nie został uwzględniony w klasyfikacji generalnej. W tym samym sezonie wystąpił także na Mistrzostwach Świata Juniorów w Rovaniemi, gdzie był piąty w Gundersenie, siódmy w konkursie drużynowym oraz piętnasty w sprincie.
Sezon 2005/2006 zaczął od zajęcia 19. miejsca w Gundersenie 25 listopada 2005 roku w Ruce. Punktował w większości zawodów, najlepszy wynik uzyskując 17 grudnia w Ramsau, gdzie był piąty w Gundersenie. W lutym 2006 roku zajął 37. miejsce w sprincie na Igrzyskach Olimpijskich w Turynie. Sezon ten zakończył na 41. miejscu w klasyfikacji generalnej. W sezonie 2006/2007 jego najlepszym wynikiem w startach pucharowych było piąte miejsce w sprincie huraganowym 3 lutego 2007 roku w Zakopanem. Pod koniec lutego wystartował na Mistrzostwach Świata w Sapporo, gdzie wraz z Anssim Koivurantą, Jaakko Tallusem i Hannu Manninenem zdobył złoty medal w konkursie drużynowym, a indywidualnie był siedemnasty w sprincie. Miesiąc później wziął także udział w Mistrzostwach Świata Juniorów w Tarvisio, gdzie wraz z kolegami z reprezentacji zajął szóste miejsce, jednak w indywidualnych startach zajmował odległe pozycje. W sezonie tym został sklasyfikowany na 23. miejscu.
Rywalizację w sezonie 2007/2008 zaczął od zajęcia 12. miejsca w Gundersenie 30 listopada 2007 roku w Ruce. Następnego dnia był ósmy w sprincie, co było jego najlepszym pucharowym wynikiem w tym sezonie. W czołowej dziesiątce znalazł się jeszcze tylko raz - 5 stycznia w niemieckim Schonach zajął dziesiąte miejsce w sprincie. W 2008 roku po raz ostatni pojawił się na zawodach juniorów, startując na Mistrzostwach Świata Juniorów w Zakopanem, gdzie zdobył brązowy medal w Gundersenie, ustępując tylko Włochowi Alessandro Pittinowi oraz Austriakowi Tomazowi Drumlowi. W klasyfikacji generalnej zajął tym razem 24. miejsce.
Po raz pierwszy na podium zawodów Pucharu Świata stanął na początku sezonu 2008/2009, kiedy to dwukrotnie zajmował drugie miejsce w Ruce w zawodach metodą Gundersena 29 i 30 listopada 2008 roku. Po tych zawodach był współliderem Pucharu Świata, wraz ze swoim rodakiem, Anssim Koivurantą. W pozostałej części sezonu nie stawał jednak na podium. Zajmował jednak miejsca w czołowej dziesiątce: 10 stycznia w Val di Fiemme był piąty w starcie masowym, 16 stycznia w Whistler był ósmy w Gundersenie, a 31 stycznia w Chaux-Neuve był szósty w tej samej konkurencji. Na Mistrzostwach Świata w Libercu najlepiej wypadł właśnie w zawodach metodą Gundersena na dużej skoczni, gdzie zajął czwarte miejsce, przegrywając walkę o brązowy medal z Francuzem Jasonem Lamy-Chappuis. W końcówce sezonu, 14 i 15 marca 2009 roku w Vikersund był dziesiąty i piąty w Gundersenie. Dało mu to dwunastą pozycję w tym sezonie.
W sezonach 2009/2010 i 2010/2011 prezentował się nieco słabiej, ani razu nie stając na podium. Najlepszym wynikiem Ryynänena był szóste miejsce w Lillehammer w Gundersenie 6 grudnia 2009 roku. W tym czasie wystartował na Igrzyskach Olimpijskich w Vancouver, gdzie był między innymi siódmy w drużynie oraz dwunasty w Gundersenie na dużej skoczni. Wziął także udział w Mistrzostwach Świata w Oslo w 2011 roku, gdzie indywidualnie plasował się w połowie drugiej dziesiątki, a w konkursie drużynowym wspólnie z kolegami zajął siódme miejsce. W przerwie zimowej między tymi sezonami Janne wystąpił w trzynastej edycji Letniego Grand Prix w kombinacji norweskiej. W klasyfikacji końcowej zajął ósme miejsce, przy czym 8 sierpnia 2010 roku w Oberstdorfie zajął trzecie miejsce w Gundersenie. Wyprzedzili go tylko: reprezentant gospodarzy Johannes Rydzek oraz Francuz François Braud.
W dobrym stylu rozpoczął także sezon 2011/2012, zajmując piąte oraz drugie miejsce w zawodach metodą Gundresena w Ruce, w dniach 25 i 26 listopada 2011 roku. W pozostałych startach sezonu ani razu nie znalazł się w czołowej dziesiątce i ostatecznie w klasyfikacji generalnej zajął 26. miejsce.

## Osiągnięcia

### Igrzyska Olimpijskie
| Miejsce | Dzień     | Rok  | Miejscowość | Konkurencja           | Wynik zwycięzcy | Strata      | Zwycięzca           |
| ------- | --------- | ---- | ----------- | --------------------- | --------------- | ----------- | ------------------- |
| 37.     | 21 lutego | 2006 | Turyn       | Sprint HS134/7,5 km   | 18:29.0 min     | +2:18.6 min | Felix Gottwald      |
| 26.     | 14 lutego | 2010 | Vancouver   | Gundersen HS106/10 km | 25:47.1 min     | +1:34.5 min | Jason Lamy Chappuis |
| 7.      | 23 lutego | 2010 | Vancouver   | Sztafeta HS140/4x5 km | 49:31.6 min     | +2:21.5 min | Austria             |
| 12.     | 25 lutego | 2010 | Vancouver   | Gundersen HS140/10 km | 25:32.9 min     | +1:08.0 min | Bill Demong         |
| 36.     | 12 lutego | 2014 | Soczi       | Gundersen HS106/10 km | 23:50,2 min     | +2:43,8 min | Eric Frenzel        |
| 40.     | 18 lutego | 2014 | Soczi       | Gundersen HS140/10 km | 22:45,5 min     | +3:18,4 min | Jørgen Gråbak       |

### Mistrzostwa świata
| Miejsce | Dzień     | Rok  | Miejscowość   | Konkurencja              | Wynik zwycięzcy | Strata      | Zwycięzca           |
| ------- | --------- | ---- | ------------- | ------------------------ | --------------- | ----------- | ------------------- |
| 17.     | 23 lutego | 2007 | Sapporo       | Sprint HS134/7,5 km      | 17:40.2 min     | +2:06.6 min | Hannu Manninen      |
| 1.      | 25 lutego | 2007 | Sapporo       | Sztafeta HS134/4x5 km    | 49:14.9 min     | -           | -                   |
| 11.     | 20 lutego | 2009 | Liberec       | Start masowy HS100/10 km | 24:49.7 min     | +1:19.2 min | Todd Lodwick        |
| 15.     | 22 lutego | 2009 | Liberec       | Gundersen HS100/10 km    | 24:22.3 min     | +2:07.4 min | Todd Lodwick        |
| 8.      | 26 lutego | 2009 | Liberec       | Sztafeta HS134/4x5 km    | 48:32.3 min     | +4:59.1 min | Japonia             |
| 4.      | 28 lutego | 2009 | Liberec       | Gundersen HS134/10 km    | 23:36.6 min     | +49.0 s     | Bill Demong         |
| 18.     | 26 lutego | 2011 | Oslo          | Gundersen HS106/10 km    | 25:19.2 min     | +1:31.9 min | Eric Frenzel        |
| 7.      | 28 lutego | 2011 | Oslo          | Sztafeta HS106/4x5 km    | 48:07.8 min     | +3:09.5 min | Austria             |
| 17.     | 2 marca   | 2011 | Oslo          | Gundersen HS134/10 km    | 25:31.6 min     | +1:39.9 min | Jason Lamy Chappuis |
| 29.     | 22 lutego | 2013 | Val di Fiemme | Gundersen HS106/10 km    | 29:13.2 min     | +2:10.9 min | Jason Lamy Chappuis |
| 8.      | 24 lutego | 2013 | Val di Fiemme | Sztafeta HS106/4x5 km    | 57:34.0 min     | +3:36.8 min | Francja             |
| 26.     | 28 lutego | 2013 | Val di Fiemme | Gundersen HS134/10 km    | 27:22.8 min     | +2:59.1 min | Eric Frenzel        |

### Mistrzostwa świata juniorów
| Miejsce | Dzień     | Rok  | Miejscowość | Konkurencja           | Wynik zwycięzcy | Strata      | Zwycięzca         |
| ------- | --------- | ---- | ----------- | --------------------- | --------------- | ----------- | ----------------- |
| DNF     | 5 lutego  | 2003 | Sollefteå   | Gundersen K107/10 km  | ?               | -           | Björn Kircheisen  |
| 9.      | 7 lutego  | 2003 | Sollefteå   | Sztafeta K107/4x5 km  | 58.41.8 min     | +4.04.1 min | Norwegia          |
| 13.     | 9 lutego  | 2003 | Sollefteå   | Sprint K107/5.0 km    | 14.02.6 min     | +1.54.1 min | Björn Kircheisen  |
| 19.     | 4 lutego  | 2004 | Stryn       | Gundersen K90/10 km   | 26:06.3 min     | +5:11.4 min | Petter Tande      |
| 4.      | 6 lutego  | 2004 | Stryn       | Sztafeta K90/4x5      | 58:03.0 min     | +4.27.0 min | Norwegia          |
| 7.      | 8 lutego  | 2004 | Stryn       | Sprint K90/7,5 km     | 14:02.1 min     | +1:27.2 min | Petter Tande      |
| 5.      | 22 marca  | 2005 | Rovaniemi   | Gundersen HS100/10 km | 25.56.6 min     | +2:16.8 min | Petter Tande      |
| 7.      | 24 marca  | 2005 | Rovaniemi   | Sztafeta HS100/4x5    | 924.0 pkt       | 244.4 pkt   | Niemcy            |
| 15.     | 26 marca  | 2005 | Rovaniemi   | Sprint HS100/5.0 km   | 14:02.1 min     | +1:27.2 min | Petter Tande      |
| 60.     | 14 marca  | 2007 | Tarvisio    | Gundersen HS109/10 km | 33:26.7 min     | ?           | Anssi Koivuranta  |
| 6.      | 16 marca  | 2007 | Tarvisio    | Sztafeta HS109/4x5 km | 1:05:35.0 h     | +3:22.2 min | Austria           |
| 21.     | 18 marca  | 2007 | Tarvisio    | Sprint HS109/5 km     | 15:01.3 min     | +1:29.2 min | Eric Frenzel      |
| 3.      | 27 lutego | 2008 | Zakopane    | Gundersen HS94/10 km  | ?               | +1:29.0 min | Alessandro Pittin |

### Puchar Świata

#### Miejsca w klasyfikacji generalnej
- sezon 2003/2004: niesklasyfikowany
- sezon 2004/2005: niesklasyfikowany
- sezon 2005/2006: 41.
- sezon 2006/2007: 23.
- sezon 2007/2008: 24.
- sezon 2008/2009: 12.
- sezon 2009/2010: 20.
- sezon 2010/2011: 18.
- sezon 2011/2012: 26.
- sezon 2012/2013: 48.
- sezon 2013/2014: 64.
- sezon 2014/2015: 63.

#### Miejsca na podium
| Nr | Data              | Miejscowość | Konkurencja           | Wynik zwycięzcy | Pozycja | Strata  | Zwycięzca        |
| -- | ----------------- | ----------- | --------------------- | --------------- | ------- | ------- | ---------------- |
| 1. | 29 listopada 2008 | Ruka        | Gundersen HS142/10 km | 27:31.1 min     | 2.      | +9.8 s  | Ronny Ackermann  |
| 2. | 30 listopada 2008 | Ruka        | Gundersen HS142/10 km | 27:33.2 min     | 2.      | +48.6 s | Anssi Koivuranta |
| 3. | 26 listopada 2011 | Ruka        | Gundersen HS142/10 km | 27:37.3 min     | 2.      | +8.0 s  | Tino Edelmann    |

### Puchar Kontynentalny

#### Miejsca w klasyfikacji generalnej
- sezon 2002/2003 – niesklasyfikowany
- sezon 2003/2004 – 67.
- sezon 2004/2005 – 52.

#### Miejsca na podium
Jak dotąd zawodnik nie stawał na podium indywidualnych zawodów PK.

### Letnie Grand Prix

#### Miejsca w klasyfikacji generalnej
- 2007: niesklasyfikowany
- 2008: 42.
- 2010: 8.
- 2011: 22.
- 2012: 9.
- 2013: 19.

#### Miejsca na podium
| Nr | Data            | Miejscowość | Konkurencja           | Wynik zwycięzcy | Pozycja | Strata  | Zwycięzca       |
| -- | --------------- | ----------- | --------------------- | --------------- | ------- | ------- | --------------- |
| 1. | 8 sierpnia 2010 | Oberstdorf  | Gundersen HS137/10 km | 25:47.9 min     | 3.      | +12.0 s | Johannes Rydzek |